# Ezechiel (Makonen)
Ezechiel (imię świeckie Habtemarian Makonen, ur. 1 maja 1953) – duchowny Etiopskiego Kościoła Ortodoksyjnego, od 2005 arcybiskup Keffa-Bonga. 

## Życiorys
Sakrę biskupią otrzymał 26 sierpnia 2005. W 2011 został mianowany sekretarzem Świętego Synodu.